# Nick Watney
Nick Watney, né le 25 avril 1981 à Sacramento, est un golfeur américain.